# Monflorite-Lascasas
Monflorite-Lascasas är en kommun i Spanien.   Den ligger i provinsen Provincia de Huesca och regionen Aragonien, i den nordöstra delen av landet, 300 km nordost om huvudstaden Madrid. Antalet invånare är 301. Arean är 29,0 kvadratkilometer. Monflorite-Lascasas gränsar till Alcalá del Obispo, Albero Bajo och Albero Alto. 
Terrängen i Monflorite-Lascasas är platt.